# 레오폴드와 로엡
네이선 프로이덴탈 레오폴드 주니어(Nathan Freudenthal Leopold, Jr., 1904년 11월 19일 ~ 1971년 8월 29일)와 리처드 앨버트 로엡(Richard Albert Loeb, 1905년 6월 11일 ~ 1936년 1월 28일)은 시카고 대학교에 재학 중이던 부유층 자제들로, 1924년 5월 14세의 로버트 프랭크스(Robert Franks)를 유괴 및 살해했다. 범행 동기는 완전범죄를 수행하고자 하는 목적에서 이루어졌다. 레오폴드와 로엡이 체포되자 그들의 부모는 피고측 변호인으로 거물 변호사 클래런스 대로(Clarence Darrow)를 고용하였고, 모두 종신형을 선고 받았다. 로엡은 1936년에 동료 죄수에 의해 살해되었고, 레오폴드는 1958년에 가석방되었다.
이 사건은 영화와 연극, 소설에 영감을 주어 소재로 사용되었다. 1929년 패트릭 해밀턴의 연극 《로프》(Rope), 1948년 앨프리드 히치콕의 영화 《로프》(Rope), 1959년 리처드 플라이셔의 영화 《컴펄전》(Compulsion), 1992년 톰 칼린의 《스운》(Swoon), 2003년 스티븐 돌기노프의 뮤지컬 《쓰릴 미》 등이 있다.

## 범행 이전
네이슨 레오폴드는 1904년 11월 19일 미국 일리노이주 시카고에서 태어났다. 독일에서 미국으로 이주한 이래로 화물 운송과 관련하여 부를 축적하게 된 부유한 독일계 유대 가정에서 성장하였다. 전하는 바에 따르면 그는 현대 아이큐 테스트와 엄밀하게 비교할 수 없지만 아이큐 210의 신동으로 출생 후 4개월만에 첫 단어를 말하여 그의 지적 조숙성에 보모와 가정 교사를 놀라게 하였다. 범행 당시 이미 시카고 대학교를 우등생(Phi Beta Kappa)으로 졸업하였고, 유럽으로 가족 여행을 다녀온 후에 하버드 로스쿨에 입학할 예정이었다. 소문에 의하면 그는 15개 언어를 공부하였고, 최소 5개 언어를 유창하게 사용하였다. 또한 조류학자로서 전국적인 지명도를 얻었는데 다른 조류학자들과 함께 반세기 넘게 시카고 지역에서 관찰되지 않은 멸종 위기의 커틀런드 아메리카솔새(Kirtland's warbler)를 찾아냈다.
리차드 로엡은 1905년 6월 11일 미국 일리노이주 시카고에서 태어났다. 그의 아버지 앨버트 헨리 로엡(Albert Henry Loeb)은 시어스의 부회장을 역임한 부유한 유대계 변호사였다. 로엡은 특출한 지력을 갖추어 14살 때 미시간 대학교에 입학하여 17살에 졸업하였다.